# Huawei Y6
Il Huawei Y6 è uno smartphone di fascia bassa prodotto dall'azienda cinese Huawei da luglio 2015. Nel 2017, a due anni dal lancio del dispositivo, ne è stato introdotto una versione rinnovata. L'anno seguente ne è uscita una nuova versione denominata Huawei Y6 2018, che presenta alcune caratteristiche e componenti diverse, disponibile in Italia da maggio 2018.